# Pascal Renier
Pour les articles homonymes, voir Renier.
Pascal Renier, né à Waremme le 3 août 1971, est un joueur de football international belge actif principalement durant les années 1990 et au début des années 2000. Il occupait le poste de défenseur central ou latéral gauche. Il a pris sa retraite sportive en 2006 et est depuis reconverti comme agent de joueurs

## Carrière

### Débuts en région liégeoise
Pascal Renier commence le football au Berloz BWFC à l'âge de huit ans. Quatre ans plus tard, il rejoint les équipes de jeunes du RFC Sérésien où il poursuit sa formation. En 1989, il rejoint les rangs du RFC Liège, dont il intègre le noyau professionnel un an plus tard. Les six premiers mois, il reste cantonné à l'équipe réserve. Il dispute son premier match officiel le 12 janvier 1991 lors d'un déplacement à La Gantoise. Il devient titulaire dans l'arrière-garde liégeoise la saison suivante. Il se blesse sérieusement au genou en fin de saison mais malgré cela, il est transféré par le FC Bruges durant l'été.

### Période faste au FC Bruges
Il reste écarté des terrains pendant près d'un an à cause de cette blessure et ne joue que quelques minutes durant la saison 1992-1993. Il reçoit sa chance au début de la saison suivante, d'abord à l'arrière-gauche à la place de Vital Borkelmans, décevant durant les premières rencontres du championnat. Il conserve ensuite la confiance de l'entraîneur Hugo Broos, qui le titularise durant presque toute la saison et devient un des joueurs importants dans l'effectif brugeois. Ses bonnes prestations sont également remarquées par le sélectionneur national Paul Van Himst, qui le convoque avec les « Diables Rouges » à l'occasion d'un match amical contre la Zambie le 4 jun 1994. Il joue 19 minutes et convainc le sélectionneur de le reprendre pour la Coupe du monde aux États-Unis. Il ne joue toutefois aucune rencontre durant le tournoi.
À son retour des États-Unis, Pascal Renier est relégué quelques semaines sur le banc des réservistes et ne retrouve sa place de titulaire qu'à la fin du mois d'octobre. Il fête également sa première titularisation en équipe nationale contre l'Espagne le 29 mars 1995. En fin de saison, il participe à la victoire finale en Coupe de Belgique contre le Germinal Ekeren, remportant le premier trophée de sa carrière. L'année suivante, il est un des joueurs majeurs de l'équipe brugeoise qui réalise le doublé championnat/Coupe de Belgique. La saison 1996-1997 est plus difficile pour le joueur. En novembre 1996, il est exclu lors d'un match de qualification pour la Coupe du monde 1998 face aux Pays-Bas après une performance en demi-teinte. Il ne reviendra plus jamais en équipe nationale. Il se blesse à nouveau sérieusement en février 1997 et reste trois mois sans jouer. Il est de retour dans l'équipe en fin de compétition et entame la saison suivante dans le onze de base. Toutefois, il perd sa place à la fin du mois de septembre et est victime d'une nouvelle grave blessure un mois plus tard qui l'écarte des terrains jusqu'en fin de saison, remportant tout de même un second titre de champion de Belgique.
N'entrant plus dans les plans de l'encadrement technique du FC Brugeois, Pascal Renier est prêté durant l'été 1998 au Standard de Liège. Il entame son séjour chez les « Rouches » de fort belle manière en inscrivant un but dès son premier match. Malheureusement, il se blesse après trois matches et doit rester six semaines sans jouer. Il revient dans le onze de base à la fin du mois d'octobre mais il est à nouveau blessé après n'avoir joué que deux rencontres. Cette fois, il met trois mois à revenir dans l'équipe et termine la saison sans autre pépin physique, jouant au total 20 matches. La direction liégeoise ne lêve pas l'option d'achat et le joueur doit rentrer à Bruges.

### Départ à l'étranger, retour en Belgique et fin de carrière
Devenu indésirable dans la Venise du nord, Pascal Renier trouve refuge en France. D'abord testé à Toulouse, il atterrit finalement à Troyes, en Ligue 1, où il s'engage pour trois saisons. Contrarié par de nouveaux pépins physiques, il ne parvient pas à s'imposer dans l'effectif d'Alain Perrin et ne joue que vingt rencontres en un an et demi avant d'être renvoyé dans l'équipe réserve du club, où il reste jusqu'au terme de son contrat.
Libre de contrat en juin 2002, il s'engage en septembre avec l'Excelsior Mouscron, engagé en Coupe UEFA mais le transfert ayant été conclu trop tard, le joueur ne peut pas disputer la Coupe d'Europe. Malheureusement pour lui, il est de nouveau gêné par des blessures durant la saison et ne peut disputer que sept rencontres en championnat. Son contrat n'est pas prolongé et le joueur est libre de partir gratuitement. Après être resté six mois sans club, il rejoint le KVC Westerlo en janvier 2004, où il termine la saison. Bien qu'ayant joué presque toutes les rencontres lors de la deuxième partie du championnat, il refuse l'offre de contrat du club et décide de tenter sa chance en Angleterre. Après des échecs à Doncaster et Nottingham Forest durant l'été, il rentre en Belgique et s'entraîne avec la réserve du FC Bruges. En décembre, il s'engage jusqu'en fin de saison avec le SV Zulte Waregem, un ambitieux club de Division 2. Il ne joue toutefois aucune rencontre avec le club flandrien et est libéré en juin au terme de son contrat. Il reste à nouveau six mois sans jouer puis termine sa carrière de janvier à juin 2006 au KBS Poperinge, en deuxième provinciale.

## Palmarès
- 13 fois international belge entre 1994 et 1996.
- 2 fois Champion de Belgique en 1996 et 1998 avec le FC Bruges.
- 2 fois vainqueur de la Coupe de Belgique en 1995 et 1996 avec le FC Bruges.

## Statistiques
| Saison                | Club                  | Championnat           | Championnat | Championnat | Coupe(s) nationale(s) | Coupe(s) nationale(s) | Supercoupe | Supercoupe | Compétition(s) continentale(s) | Compétition(s) continentale(s) | Compétition(s) continentale(s) | Sélection        | Sélection | Sélection | Total | Total |
| Saison                | Club                  | Division              | M.          | B.          | M.                    | B.                    | M.         | B.         | Comp.                          | M.                             | B.                             | Équipe           | M.        | B.        | M.    | B.    |
| 1990-1991             | RFC Liège             | Division 1            | 5           | 0           | 1                     | 0                     | 0          | 0          | C2                             | 0                              | 0                              | Belgique espoirs | 1         | 0         | 7     | 0     |
| 1991-1992             | RFC Liège             | Division 1            | 27          | 0           | 2                     | 1                     | 0          | 0          | -                              | 0                              | 0                              | Belgique espoirs | 3         | 0         | 32    | 1     |
| Sous-total            | Sous-total            | Sous-total            | 32          | 0           | 3                     | 1                     | 0          | 0          | -                              | 0                              | 0                              | -                | 4         | 0         | 39    | 1     |
| 1992-1993             | FC Bruges             | Division 1            | 2           | 0           | 0                     | 0                     | 0          | 0          | C1                             | 1                              | 0                              | -                | 0         | 0         | 3     | 0     |
| 1993-1994             | FC Bruges             | Division 1            | 27          | 0           | 6                     | 0                     | 0          | 0          | -                              | 0                              | 0                              | Belgique         | 1         | 0         | 34    | 0     |
| 1994-1995             | FC Bruges             | Division 1            | 25          | 0           | 6                     | 1                     | 0          | 0          | C2                             | 4                              | 0                              | Belgique         | 4         | 0         | 39    | 1     |
| 1995-1996             | FC Bruges             | Division 1            | 31          | 2           | 5                     | 0                     | 1          | 0          | C2                             | 3                              | 0                              | Belgique         | 5         | 0         | 45    | 2     |
| 1996-1997             | FC Bruges             | Division 1            | 18          | 0           | 1                     | 0                     | 0          | 0          | C1+C3                          | 2+6                            | 0+0                            | Belgique         | 3         | 0         | 30    | 0     |
| 1997-1998             | FC Bruges             | Division 1            | 7           | 0           | 1                     | 0                     | 0          | 0          | C3                             | 4                              | 0                              | -                | 0         | 0         | 12    | 0     |
| Sous-total            | Sous-total            | Sous-total            | 110         | 2           | 19                    | 1                     | 1          | 0          | -                              | 20                             | 0                              | -                | 13        | 0         | 163   | 3     |
| 1998-1999             | Standard de Liège     | Division 1            | 16          | 1           | 4                     | 0                     | 0          | 0          | -                              | 0                              | 0                              | -                | 0         | 0         | 20    | 1     |
| Sous-total            | Sous-total            | Sous-total            | 16          | 1           | 4                     | 0                     | 0          | 0          | -                              | 0                              | 0                              | -                | 0         | 0         | 20    | 1     |
| 1999-2000             | ES Troyes AC          | Ligue 1               | 12          | 0           | -                     | -                     | 0          | 0          | -                              | 0                              | 0                              | -                | 0         | 0         | 12    | 0     |
| 2000-2001             | ES Troyes AC          | Ligue 1               | 8           | 0           | -                     | -                     | 0          | 0          | -                              | 0                              | 0                              | -                | 0         | 0         | 8     | 0     |
| 2001-2002             | ES Troyes AC          | Ligue 1               | 0           | 0           | -                     | -                     | 0          | 0          | -                              | 0                              | 0                              | -                | 0         | 0         | 0     | 0     |
| Sous-total            | Sous-total            | Sous-total            | 20          | 0           | -                     | -                     | 0          | 0          | -                              | 0                              | 0                              | -                | 0         | 0         | 20    | 0     |
| 2002-2003             | RE Mouscron           | Division 1            | 7           | 0           | 0                     | 0                     | 0          | 0          | -                              | 0                              | 0                              | -                | 0         | 0         | 7     | 0     |
| Sous-total            | Sous-total            | Sous-total            | 7           | 0           | 0                     | 0                     | 0          | 0          | -                              | 0                              | 0                              | -                | 0         | 0         | 7     | 0     |
| 2003-2004             | KVC Westerlo          | Division 1            | 19          | 0           | 0                     | 0                     | 0          | 0          | -                              | 0                              | 0                              | -                | 0         | 0         | 19    | 0     |
| Sous-total            | Sous-total            | Sous-total            | 19          | 0           | 0                     | 0                     | 0          | 0          | -                              | 0                              | 0                              | -                | 0         | 0         | 19    | 0     |
| 2004-2005             | SV Zulte Waregem      | Division 2            | 0           | 0           | 0                     | 0                     | 0          | 0          | -                              | 0                              | 0                              | -                | 0         | 0         | 0     | 0     |
| Sous-total            | Sous-total            | Sous-total            | 0           | 0           | 0                     | 0                     | 0          | 0          | -                              | 0                              | 0                              | -                | 0         | 0         | 0     | 0     |
| Total sur la carrière | Total sur la carrière | Total sur la carrière | 204         | 3           | 26                    | 2                     | 1          | 0          | -                              | 20                             | 0                              | -                | 17        | 0         | 268   | 5     |

## Sélections internationales
Pascal Renier dispute quatre rencontres avec les espoirs entre 1991 et 1993. Il est appelé chez les « Diables Rouges » pour la première fois le 3 juin 1994 à l'occasion d'un match de préparation pour la Coupe du monde 1994 contre la Zambie, match dont il dispute les vingt dernières minutes. Il est ensuite repris dans le groupe pour disputer la compétition mais ne joue pas une seule minute aux États-Unis. Il est titularisé pour la première fois le 29 mars 1995 contre l'Espagne et joue son dernier match international le 14 décembre 1996 face aux Pays-Bas. Il compte treize matches à son actif.
Le tableau ci-dessous reprend toutes les sélections de Pascal Renier. Les matches qu'il ne joue pas sont indiqués en italique. Le score de la Belgique est toujours indiqué en gras.
| Date       | Compétition                                  | Adversaire      | Lieu       | Score | Remarque |
| ---------- | -------------------------------------------- | --------------- | ---------- | ----- | -------- |
| 3/06/1994  | Match amical                                 | Zambie          | Bruxelles  | 9-0   | 71e      |
| 8/06/1994  | Match amical                                 | Hongrie         | Bruxelles  | 3-1   |          |
| 19/06/1994 | Coupe du monde 1994 (1er tour, Groupe F)     | Maroc           | Orlando    | 1-0   |          |
| 25/06/1994 | Coupe du monde 1994 (1er tour, Groupe F)     | Pays-Bas        | Orlando    | 1-0   |          |
| 29/06/1994 | Coupe du monde 1994 (1er tour, Groupe F)     | Arabie saoudite | Washington | 1-0   |          |
| 2/07/1994  | Coupe du monde 1994 (huitièmes de finale)    | Allemagne       | Chicago    | 2-3   |          |
| 16/11/1994 | Éliminatoires Euro 1996 (Groupe 2)           | Macédoine       | Bruxelles  | 1-1   |          |
| 29/03/1995 | Éliminatoires Euro 1996 (Groupe 2)           | Espagne         | Séville    | 1-1   |          |
| 22/04/1995 | Match amical                                 | États-Unis      | Molenbeek  | 1-0   |          |
| 26/04/1995 | Éliminatoires Euro 1996 (Groupe 2)           | Chypre          | Bruxelles  | 2-0   |          |
| 7/06/1995  | Éliminatoires Euro 1996 (Groupe 2)           | Macédoine       | Skopje     | 0-5   |          |
| 23/08/1995 | Match amical                                 | Allemagne       | Bruxelles  | 1-2   | 54e      |
| 6/09/1995  | Éliminatoires Euro 1996 (Groupe 2)           | Danemark        | Bruxelles  | 1-3   | 76e      |
| 7/10/1995  | Éliminatoires Euro 1996 (Groupe 2)           | Arménie         | Erevan     | 0-2   |          |
| 27/03/1996 | Match amical                                 | France          | Bruxelles  | 0-2   |          |
| 24/04/1996 | Match amical                                 | Russie          | Bruxelles  | 0-0   |          |
| 29/05/1996 | Match amical                                 | Italie          | Crémone    | 2-2   |          |
| 31/08/1996 | Éliminatoires Coupe du monde 1998 (Groupe 7) | Turquie         | Bruxelles  | 2-1   |          |
| 9/10/1996  | Éliminatoires Coupe du monde 1998 (Groupe 7) | Saint-Marin     | Serravalle | 0-3   |          |
| 14/12/1996 | Éliminatoires Coupe du monde 1998 (Groupe 7) | Pays-Bas        | Bruxelles  | 0-3   | 1e, 51e  |